# Ichinohe
Ichinohe (jap. 一戸町 Ichinohe-machi) – miasto w Japonii, na wyspie Honsiu, w prefekturze Iwate. Według danych na rok 2020 miejscowość zamieszkiwało 11 494 mieszkańców , a gęstość zaludnienia wyniosła 38,3 os./km².